# Igai

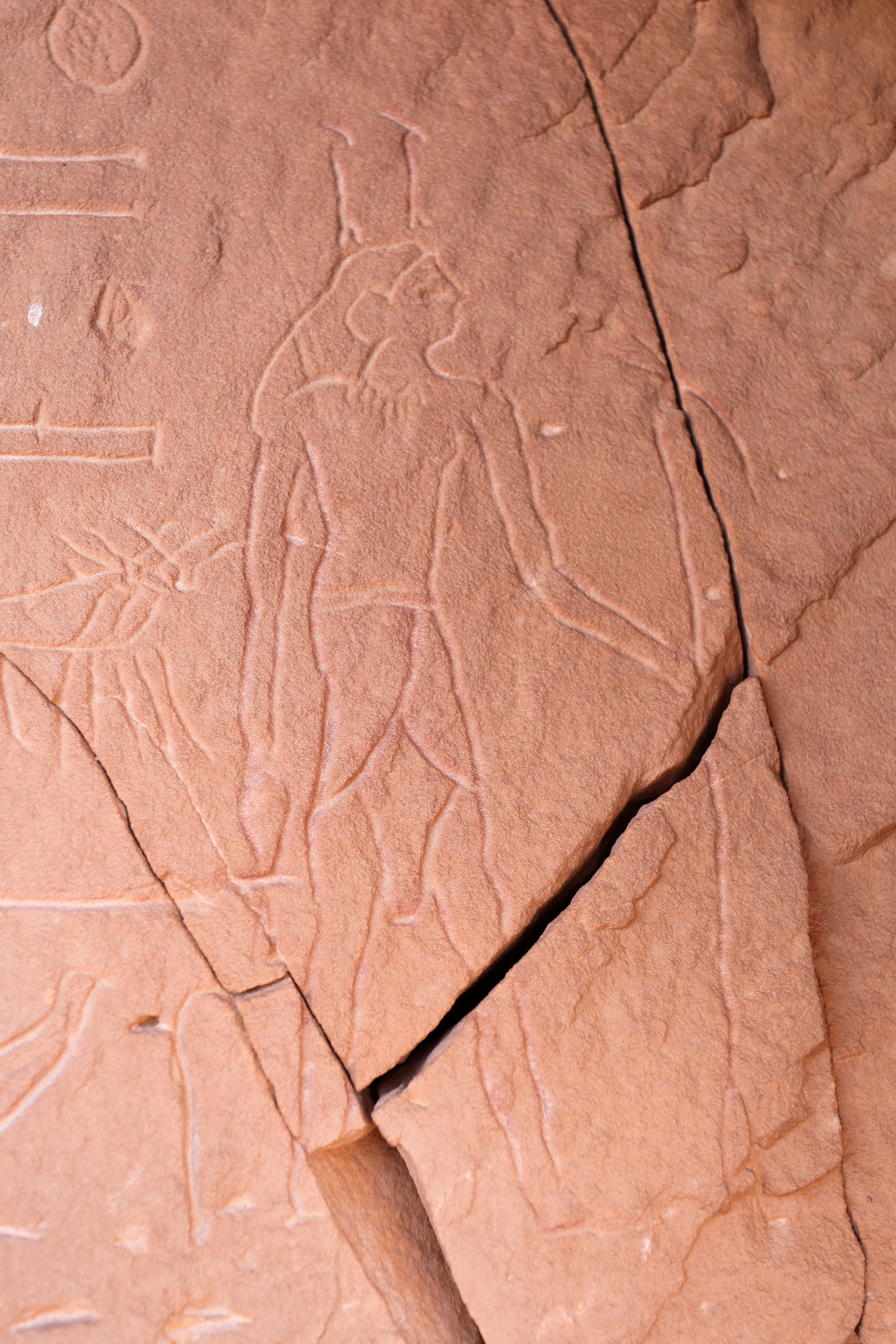
Incisione del dio Igai sulla "Montagna d'acqua di Djedefra" nel deserto occidentale, Governatorato di Wādī al-Jadīd.

Igai è una divinità egizia appartenente alla religione dell'antico Egitto, dio legato alle oasi ("Signore delle oasi"), rappresentato come un uomo con il capo sormontato da scettri uas. Lo scettro uas era una prerogativa divina il cui nome significa "potere"; veniva usualmente raffigurato anche sul capo di altre divinità, come la dea tebana Uosret. Menzioni a Igai sono apprezzabili sia nei "Testi delle piramidi" dell'Antico Regno (formula 662b) che nei successivi "Testi dei sarcofagi" (IV, 384-386). In questi ultimi è associato al dio Ha, "Signore del deserto occidentale".   
Si ha notizia fin dalla III dinastia egizia (XXVII secolo a.C.) dell'esistenza di una carica sacerdotale addetta al culto di Igai, mentre un'iscrizione risalente alla XXII dinastia (X - VIII secolo a.C.) menziona un tempio di questo dio nella località di Dakhla. Il suo nome compare in iscrizioni rupresti a Dakhla e Kharga, la più meridionale oasi egiziana nel deserto libico. Si ha attestazione di persone di nome Igaihotep ("Igai è contento") vissute durante il Medio Regno e il Nuovo Regno.